# Knautia arvensis
L'ambretta (Knautia arvensis (L.) Coult., 1823) è una pianta della famiglia Caprifoliaceae. È una pianta perenne (perlopiù biennale), erbacea, rizomatosa alta fino a 1 m con infiorescenza piena su un fusto peloso con foglie in parte lanceolate e in parte pennatopartite.

## Etimologia
Il nome del genere (Knautia) deriva dal botanico sassone Christian Knaut (1654 - 1716), voluta da Linneo in sua memoria (morto nello stesso anno, 1716, in cui venne pubblicata la sua opera principale: Methodus plantarum). Quello della specie deriva dal latino: arvensis = dei campi, in quanto stazione preferita per tali piante sono i prati.

## Descrizione
Viene considerata una pianta emicriptofita scaposa ma anche emicriptofita bienne: pianta con ciclo di riproduzione biennale (o annuale) con gemme poste a livello del terreno e con asse floreale lungo. K. arvensis è una specie molto polimorfa, il Fiori (Adriano Fiori, botanico fiorentino 1865 - 1950) in Flora analitica d'Italia la descrive in una trentina di diverse forme pur restando nell'ambito della nostra penisola. La pianta è interamente pelosa.

### Radici
Radici rizomatose (breve e forte rizoma).

### Fusto

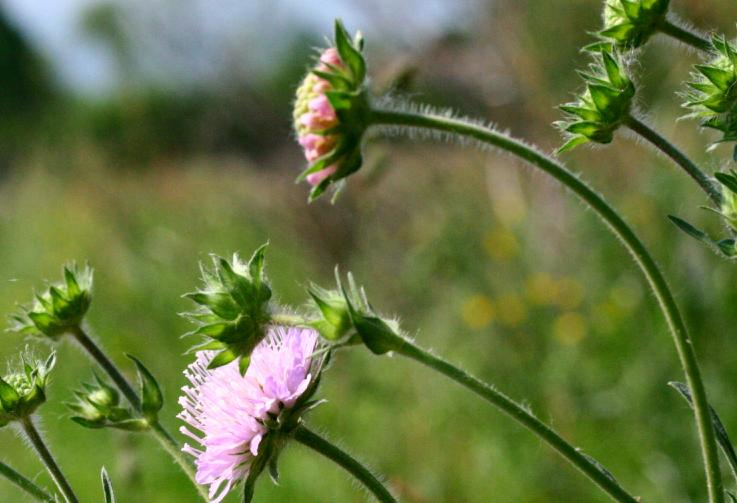
Particolare del fusto peloso.

Il fusto ascendente (retto) può raggiungere l'altezza di 1 metro (minimo 30 cm) ed è peloso quasi irsuto. I peli possono essere ghiandolari e lievemente setolosi, ma non ruvidi. Il fusto si presenta spesso ramificato nella parte terminale.

### Foglie
Le foglie, picciolate, si possono distinguere in due tipi: 
- 1) rosette fogliari sterili;
- 2) cauline, opposte, sessili e pelose.

Come forma possono essere lanceolate (a margine intero o dentate) oppure pennatopartite con lobi relativamente profondi. Quelle basali sono in preferenza a forma pennatopartite.

### Infiorescenza

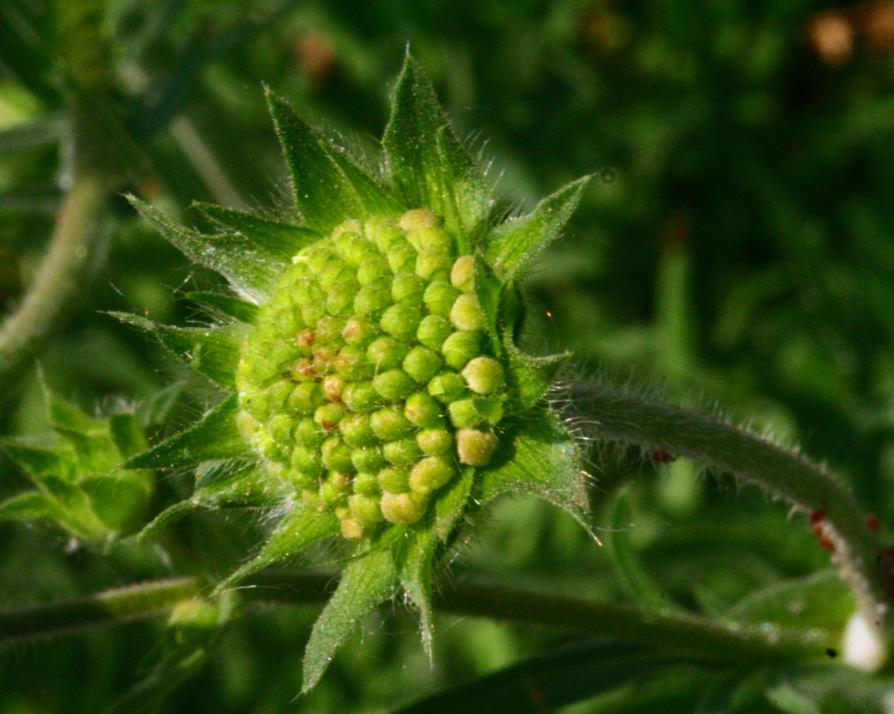
Involucro con brattee multiseriate.

L'infiorescenza è piana (nella parte inferiore) ed è portata da un lungo peduncolo di sezione circolare; i fiori periferici sono più grandi. Le brattee  ovato-lanceolate dell’involucro sono multiseriate (generalmente due file disposte su più piani concentrici) detti anche verticilli bratteali.

### Fiori

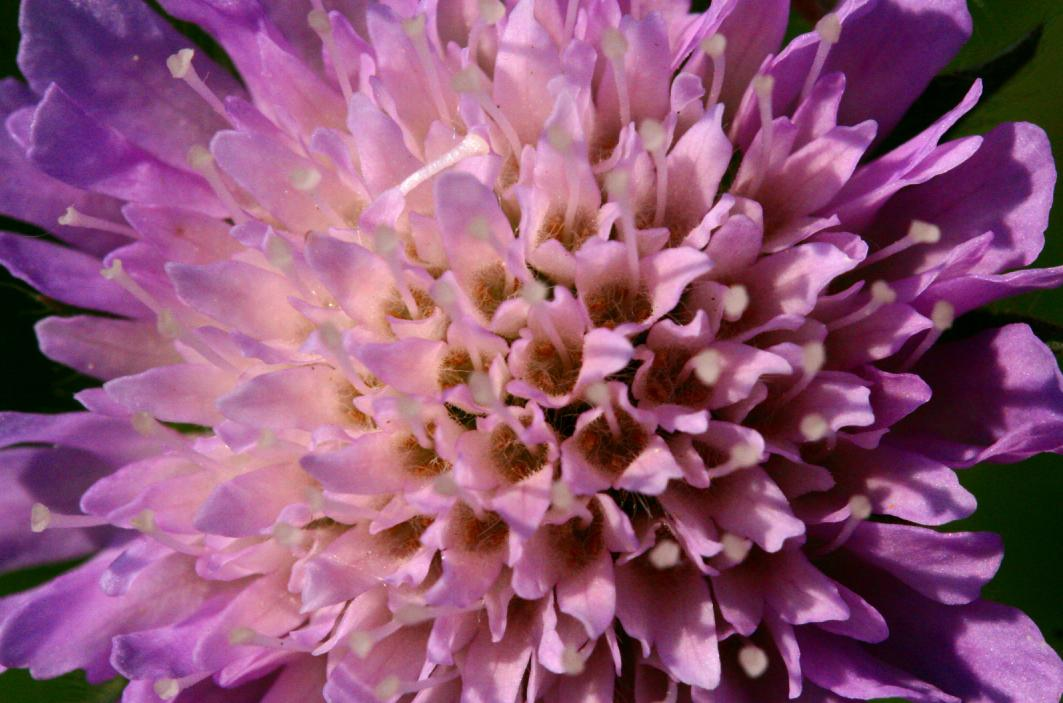
Infiorescenza.

Capolino terminale di 2 – 4 cm di diametro con fiori ermafroditi. La corolla gamopetala dei singoli fiori centrali è tubulosa alla base; mentre all'apice si presenta con 4 lobi diseguali tra loro; mentre i fiori esterni sono lievemente più sviluppati (confrontare il disegno dei due tipi di fiori). Il colore va da azzurro-violetto a rosso-lilla. Il calice a tubo aderente all’ovario è formato da una decina o più di setole (brattee    pelose) lunghe fino a 5 mm. L’ovario è posto al di sotto dell'inserzione del perianzio (si dice che è un ovario infero). Le brattee del calice hanno la particolarità di piegarsi verso il basso a maturazione.
Fioritura: maggio - ottobre

Impollinazione tramite farfalle (anche notturne) e api.

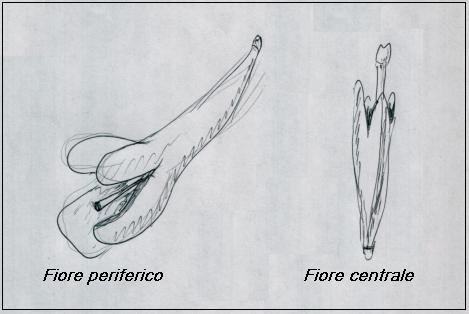
Fiore periferico e centrale.

### Frutti
Frutto con calice persistente.

## Distribuzione e habitat
È presente in Europa e Asia.
In Italia è comune fino ai 2000 m s.l.m. e la si può trovare facilmente nei prati e pendii piuttosto magri, oppure sui margini dei sentieri.

## Tassonomia
Il genere Knautia comprende circa 50 specie di cui la metà vive in Italia. Molte controversie sono state dibattute nel passato per assegnare alcune specie del genere Knautia al genere Scabiosa (della stessa classe) e viceversa. In effetti i due generi presentano molti aspetti simili. Si parla, ad esempio, di nervature del calice appena visibili in Knautia, mentre in Scabiosa sono un po' più evidenti e in numero di 8. Il presente genere si divide in due sezioni (o tribù): 
- 1) TRICHEROIDES o bienni (o anche perenni)
- 2) TRICHERA a cui appartiene la nostra specie.

### Specie simili
- Knautia drymeia Heuffel - Ambretta dei querceti: si differenzia dall'avere le foglie cauline intere ed è più facile trovarla nei boschi e comunque nell'Italia settentrionale.
- Scabiosa gramuntia L. - Vedovina a foglie sottili: si distinguono per la corolla a 5 lobi di diversa forma e per le dimensioni più modeste.
- Scabiosa graminifolia L. - Vedovina strisciante: stesse caratteristiche della specie Gramuntia, ma con fusto ancora più basso.

## Usi

### Farmacia
L'ambretta contiene tannini; è quindi una pianta medicinale conosciuta fin dall'antichità.  Si dice che abbia la proprietà di purificare il sangue, ma sembra che sia efficace anche contro le malattie del freddo (bronchiti, costipazioni e altro). È considerata anche per le sue proprietà diuretiche e astringenti.

### Cucina
In cucina può essere usata per contorni di verdure, ma anche per zuppe o frittate. Si usano comunque solamente le foglie raccolte prima della fioritura.

## Galleria d'immagini

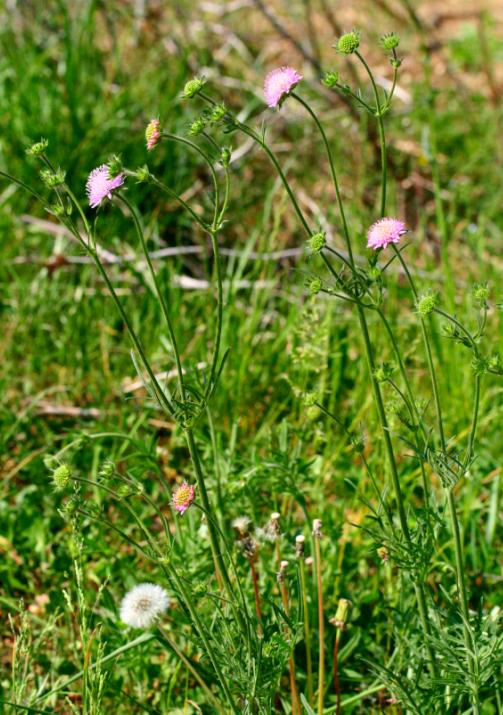
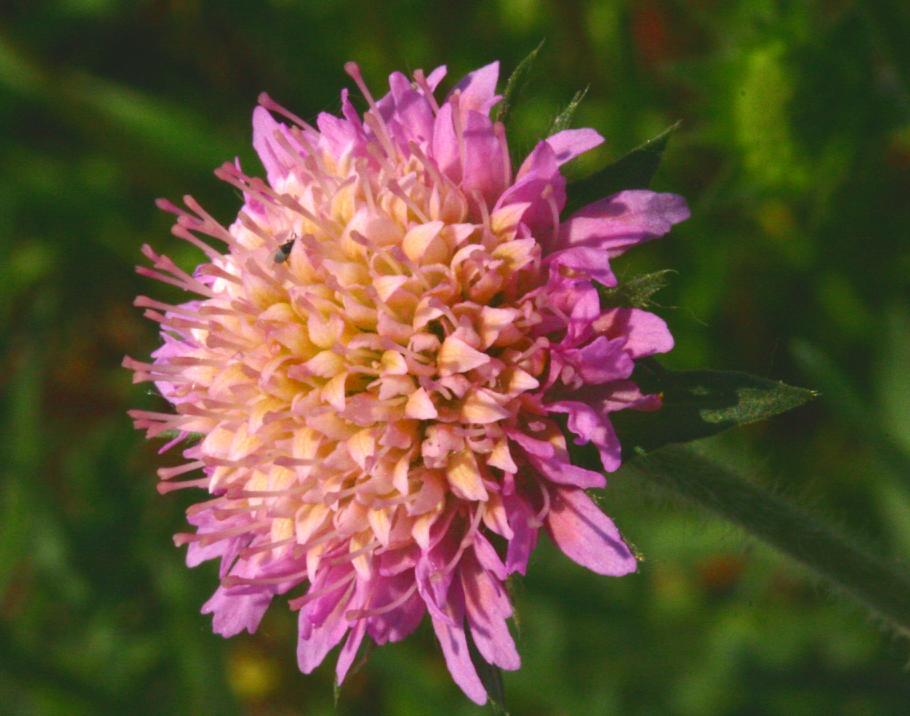
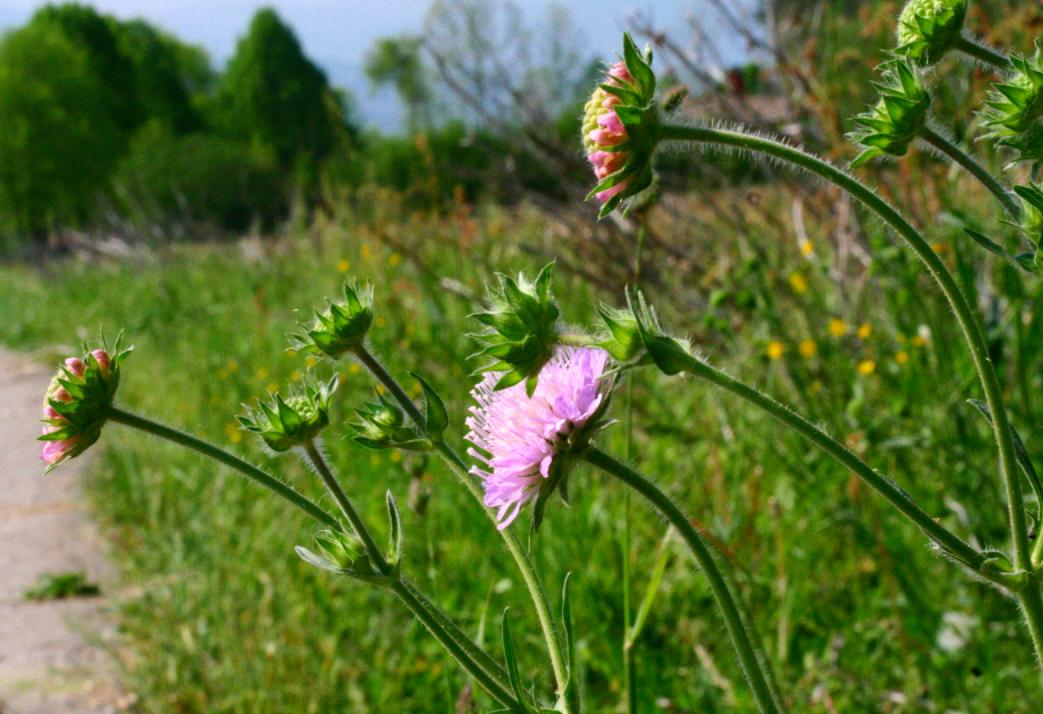
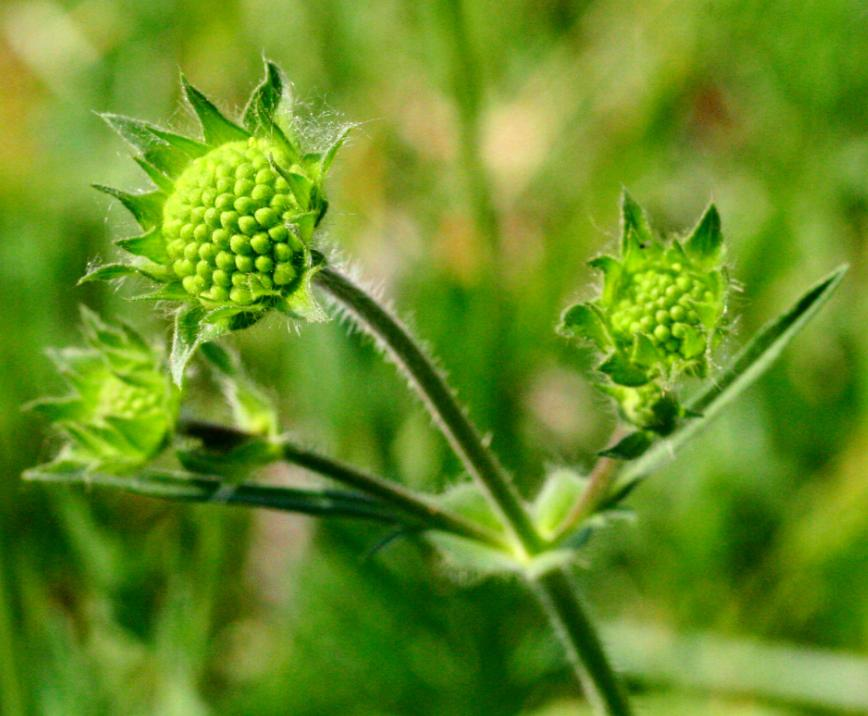
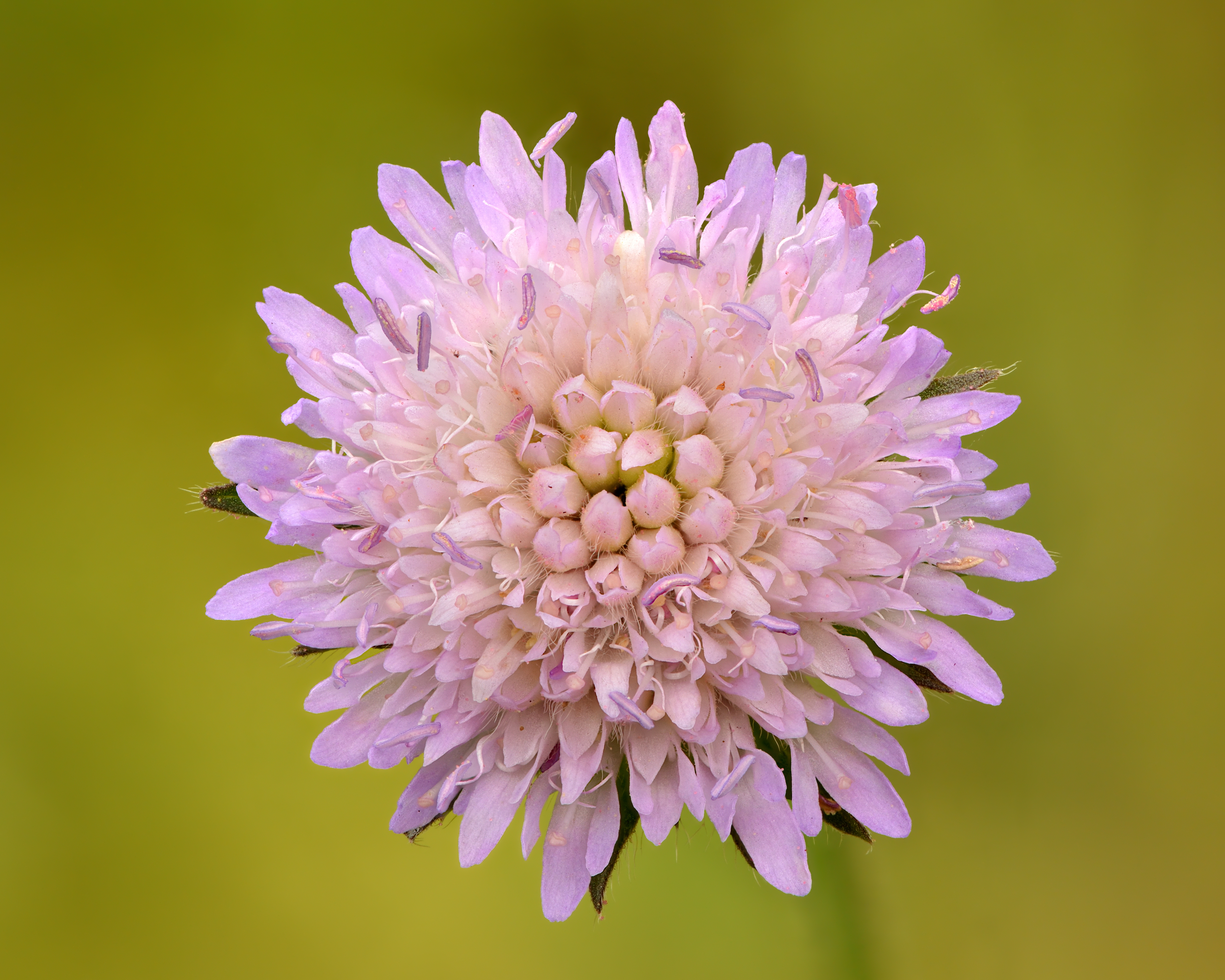
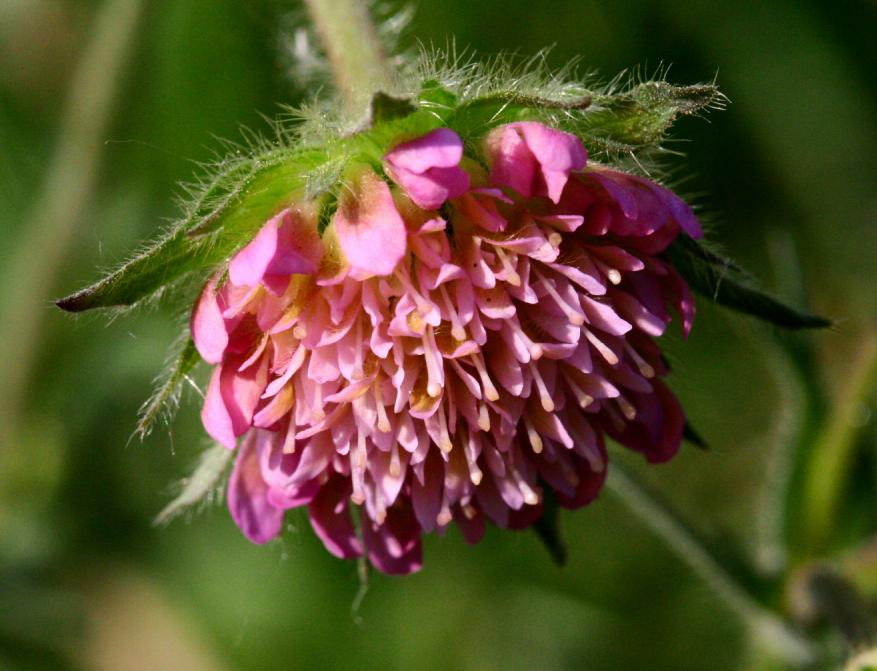
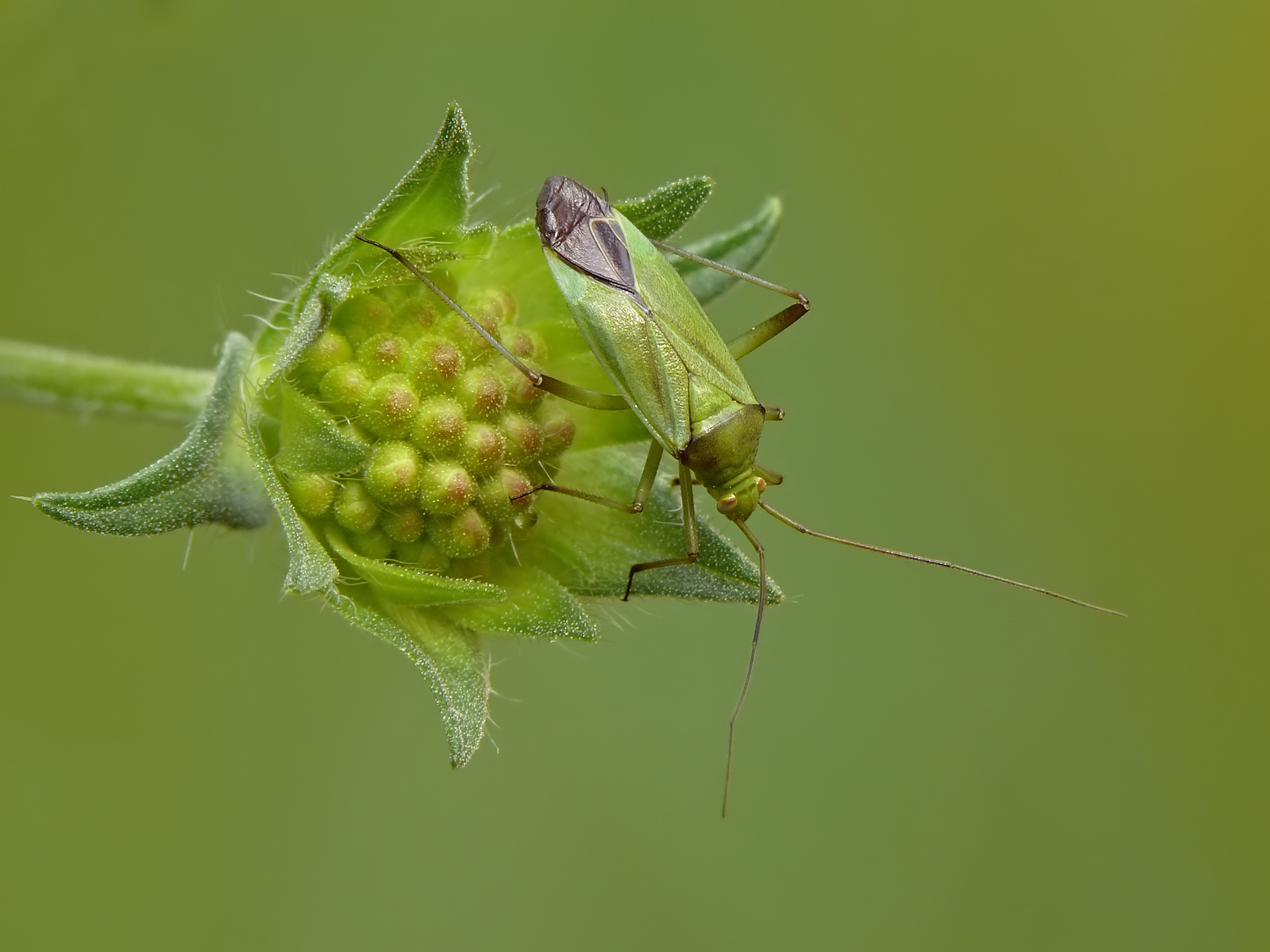